# Air-France-Flug 1611
Der Air-France-Flug 1611 war ein Inlandsflug der Air France von Ajaccio nach Nizza. Am 11. September 1968 stürzte auf dem Flug eine Sud Aviation Caravelle III der Air France ins Meer, wobei alle 95 Insassen ums Leben kamen. Als offizielle Unfallursache wurde zunächst ein Brand auf einer Toilette angegeben. Dies gilt jedoch heute als widerlegt. Es gibt deutliche Hinweise darauf, dass das Flugzeug versehentlich von einer Rakete der französischen Marine getroffen wurde. Der wahre Unfallhergang ist bis heute ungeklärt.

## Verlauf
Der Flug AF 1611 war um 10:09 Uhr in Ajaccio mit Ziel Nizza gestartet. Gegen 10:30 Uhr meldeten die Piloten Probleme und dass sie den Flughafen direkt anfliegen wollten. Das wurde vom Fluglotsen genehmigt.
Eine Minute später meldeten die Piloten einen Brand im Flugzeug und dass sie eine Notlandung in Nizza durchführen wollten. Der Fluglotse forderte die Piloten daraufhin auf, auf 2000 Fuß zu sinken. Um 10:32 Uhr funkten die Piloten: „On va crasher si ça continue“ („Wir werden abstürzen, wenn es so weiter geht“). Das war der letzte Funkkontakt mit Flug AF 1611. Gegen 10:34 Uhr stürzte die Caravelle ins Mittelmeer. Alle 95 Insassen starben, unter ihnen der französische General René Cogny.

## Unfallursache
Laut dem BBC Radio 4 vom 26. November 2007 wurde der Absturz von AF 1611 durch eine Bombe oder durch Raketenbeschuss verursacht. Auch in TV-Dokumentationen wurde die These vertreten, dass die Caravelle bei einer Übung des französischen Militärs von einer nicht scharfen Standard Missile getroffen wurde.
Die Zeitung The Guardian erklärte im Jahre 2019, dass man nach dem Absturz Dokumente und Fotos über den Absturz vernichtet habe. Die Seite vom 11. September 1968 sei aus dem Logbuch des französischen Lenkwaffenzerstörers Suffren, der sich in dem Gebiet befunden hatte, herausgerissen worden. Der Flugschreiber des Flugzeugs sei beschädigt worden, so dass die Aufzeichnung des Fluges unlesbar sei, obwohl frühere Flüge aufgezeichnet worden waren. Geborgene Wrackteile seien von Frankreichs Militär beschlagnahmt worden. Angaben des französischen Nachrichtenmagazins Le Point von 2025 zufolge sei auch die fragliche Logbuchseite des Begleitschiffs Le Brestois verschwunden, eines der ersten Schiffe, die die Unfallstelle erreicht hätten. Auch in Gendarmerieposten am Festland verschwanden die Protokolle der Aussagen von Augenzeugen.
Im Jahr 2011 leiteten Gendarmen eine Untersuchung ein. Im September 2019 sei widerlegt worden, dass, wie jahrzehntelang offiziell als Unfallursache angegeben, ein Feuer in einer Toilette ausgebrochen war. Ein Familienmitglied eines der Getöteten sagte: „Der Untersuchungsrichter sagte, er sei sich praktisch zu 100 % sicher, dass eine Rakete das Flugzeug traf. Jetzt warten wir ab“. Frankreichs Präsident Emmanuel Macron schrieb an die Familie eines Opfers, er hoffe, dass die Unterlagen über die Angelegenheit freigegeben werden, und dass er den Verteidigungsminister gebeten habe, mit der Freigabe der Dokumente zum Absturz zu beginnen. Ein ehemaliger hochrangiger Geheimdienstmitarbeiter, den die Regierung mit dem Studium der freizugebenden Dokumente beauftragt hatte, kam indessen zu dem Schluss, dass diese keine neuen Erkenntnisse enthielten. Anfang 2025 begann die französische Justiz mit Vorbereitungen für Tauchgänge zur Beweissicherung am Wrack. Beobachter äußerten jedoch angesichts des bereits bekannten Ausmaßes der Vertuschung, dass entscheidende Wrackteile wie etwa die Triebwerke bereits beiseite geschafft worden sein könnten, und dass die wahre Ursache und der wahre Hergang des Unglücks bis zum Tod der letzten Hinterbliebenen im Dunkeln bleiben würden.